# Nicolas Rashevsky
Nicolas R. Rashevsky (russisch Н. Рашевски; * 8.jul. / 20. September 1899greg. in Tschernigow, Russisches Reich, heute Tschernihiw, Ukraine; † 16. Januar 1972 in Holland (Michigan), USA) war ein russisch-amerikanischer Biomathematiker.

## Leben
Während des Russischen Bürgerkriegs trat Rashevsky im Jahr 1917 in die Marine der Weißen Armee ein. Er studierte Mathematische Physik an der Kaiserlichen Universität Kiew und nach der Oktoberrevolution verließ er die Ukraine. Er emigrierte über Konstantinopel, Prag und Paris in die USA (1924).
An der University of Pittsburgh entwickelte er die Idee der Biomathematik, basierend auf der mathematischen Physik. Später lehrte er an der University of Chicago, wo er 1939 die Fachzeitschrift Bulletin of Mathematical Biophysics gründete (heute Bulletin of Mathematical Biology) und 1947 das weltweit erste Doktorandenprogramm in Biomathematik anbot. Es wurde ein Jahr später von Anatol Rapoport übernommen. Rashevsky forschte außerdem als einer der ersten zum Thema künstliche neuronale Netze. 
1931 wurde er Fellow der American Physical Society.

## Werke
- Mathematical biophysics: physico-mathematical foundations of biology. Chicago: University of Chicago Press, 1938.
- Advances and applications of mathematical biology. Chicago: University of Chicago Press, 1940.
- Mathematical theory of human relations: an approach to mathematical biology of social phenomena. Bloomington, ID: Principia Press, 1947.
- Mathematical biology of social behavior. Chicago: University of Chicago Press, 1951.
- Mathematical principles in biology and their applications. Springfield, IL: Charles C. Thomas, 1961.
- Looking at history through mathematics. Cambridge, MA: MIT Press, 1968.